# Maserati Birdcage 75th
La Maserati Birdcage 75th, conosciuta anche come Pininfarina Birdcage 75th, è una concept car realizzata dalla casa automobilistica italiana Pininfarina, frutto di una collaborazione di questa con Maserati e Motorola.

## Il contesto

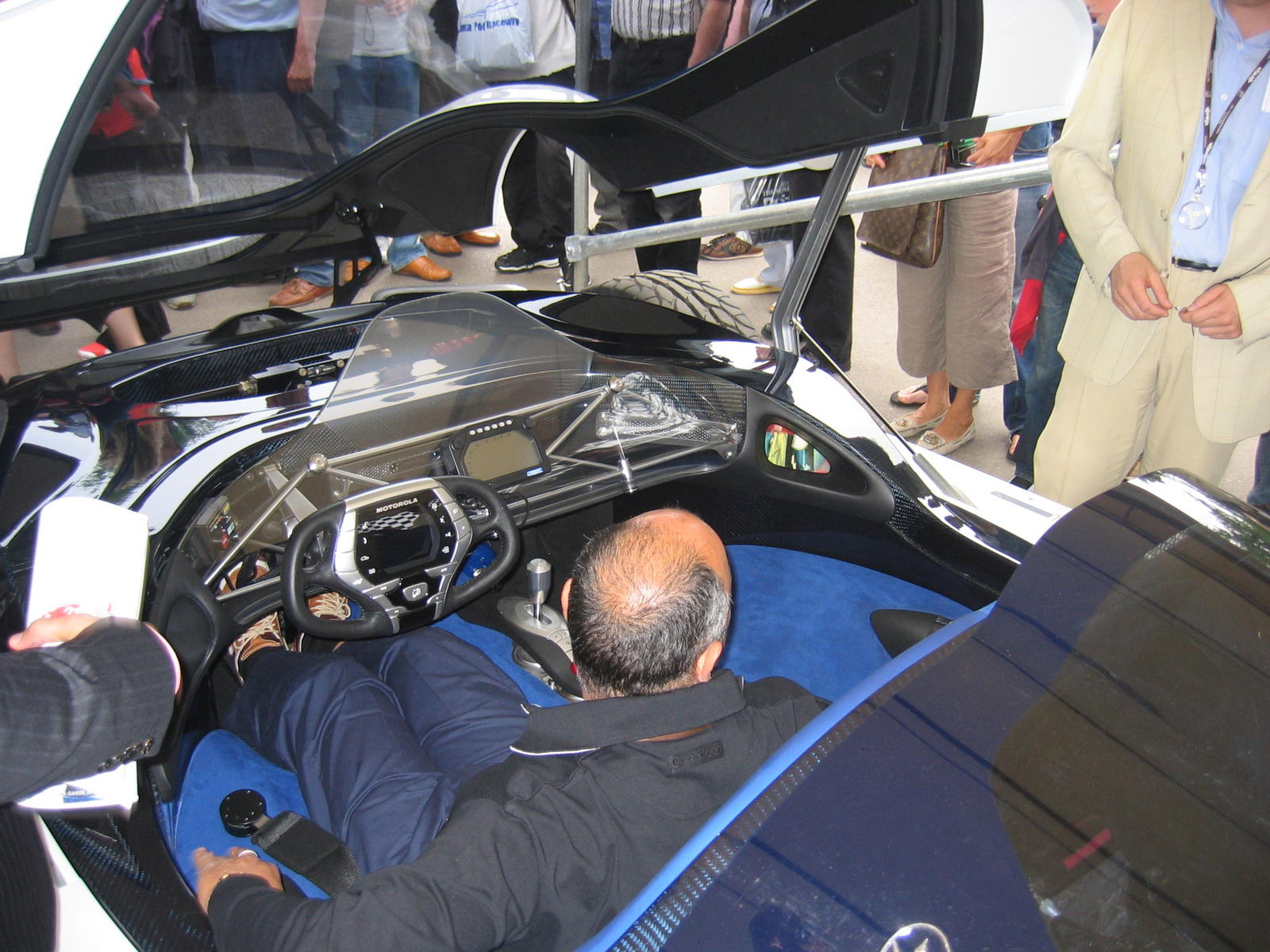
L'abitacolo

La vettura è stata realizzata dalla casa torinese per celebrare i propri 75 anni di vita, con l'obiettivo principale di aprire nuove frontiere stilistiche e tecniche, in questo caso accostate a ideali legati alle auto da corsa (vista la motorizzazione della vettura). Con questa vettura Pininfarina ha creato un concetto stilistico di continuità fra gli esterni e gli interni del veicolo in modo da creare una vettura coerente, uniforme.
Come nella precedente Pininfarina Nido e nella successiva Pininfarina Sintesi anche la Birdcage adotta il pensiero di auto pensata in relazione agli occupanti. Infatti proprio con la Sintesi (appunto fusione dei due concept Birdcage e Nido) la Pininfarina racchiude un pensiero di packaging (intendendo l'auto come involucro che contiene l'uomo) quindi abitabilità ed ergonomia, sicurezza e interazione senza trascurare sportività, stile ed ecosostenibilità.
È stato presentato al salone dell'auto di Ginevra nel 2005 e il nome le è stato dato in ricordo della Maserati Tipo 60 da corsa degli anni sessanta che era stata appunto soprannominata Birdcage.

## Dati tecnici

### Meccanica

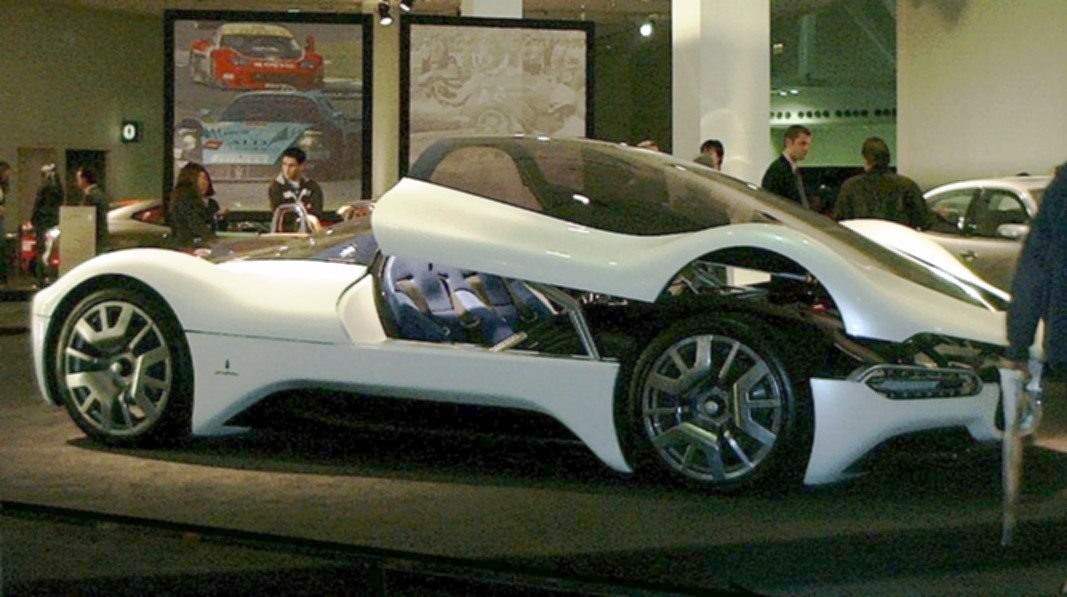
La caratteristica apertura

La vettura è realizzata sulla base della Maserati MC12, è dotata di un motore V12 (con inclinazione di 65°) di cilindrata 5998 cm³ da 700 CV (il Ferrari F140, lo stesso della MC12 e della Ferrari Enzo) ed è caratterizzata, come il prototipo Ferrari Modulo, sempre di Pininfarina, di un sistema di apertura degli sportelli molto particolare (a carlinga), derivato direttamente da quello della Modulo: in pratica l'intero tetto, comprensivo di finestrini e parabrezza, si solleva di 80 gradi permettendo ai passeggeri di uscire. Come nel caso del prototipo su meccanica Ferrari, questo sistema però è stato considerato pericoloso, e la Pininfarina ha dovuto rinunciare alla produzione di questa vettura.
La vettura è costituita da un telaio realizzato con un sistema di scocca portante in carbonio e honeycomb di nomex con struttura anteriore e posteriore in alluminio, la carrozzeria invece è in fibra di carbonio. Le sospensioni anteriori e posteriori sono a quadrilateri articolati con schema push-rod, gli ammortizzatori  hanno una monotaratura e molle elicoidali coassiali. L'impianto frenante è Brembo a quattro dischi autoventilanti e forati, all'anteriore da 380 mm x 34 mm, al posteriore da 335 mm x 32 mm; pinze in lega leggera a sei pistoni anteriori e quattro posteriori. L'impianto di trasmissione è dotato di un cambio longitudinale posteriore rigidamente collegato al motore. Trasmissione meccanica a 6 marce sequenziali.
Altri dati tecnici:
- Sbalzo anteriore: 1066 mm
- Sbalzo posteriore: 790 mm
- Carreggiata anteriore: 1660 mm
- Carreggiata posteriore: 1650 mm
- Pneumatico anteriore: 275/30 20"
- Pneumatico posteriore: 295/35 22"
- Peso a secco: 1500 kg circa

### Elettronica e Interfaccia
La vettura è dotata di un innovativo sistema di interazione e comunicazione fra veicolo e utente sviluppata da Pininfarina con Motorola, il sistema sfrutta la tecnologia Bluetooth per l'interazione con l'utente stesso e con ciò che circonda il veicolo; plancia, comandi e quadro strumenti sono stati sostituiti da elementi virtuali visualizzati tramite un sistema di proiezione su un pannello trasparente.

## Premi e riconoscimenti
Al momento del debutto al salone di Ginevra la giuria ha premiato la vettura come Best Concept; sempre nel 2005 viene premiata dalla giuria internazionale del premio “L'Automobile più Bella del Mondo” con un Premio Speciale per la qualità del concept car con la seguente motivazione: «Con questa Maserati la Pininfarina, rievocando un famoso modello dei primi anni sessanta della Casa del Tridente, impone l'autorevolezza del suo stile innovativo volto al futuro». 
In seguito la Birdcage ha ricevuto al Louis Vuitton Classic Concept Award il premio Louis Vuitton con la seguente motivazione: «Celebrando la collaborazione tra Maserati, Motorola e Pininfarina, la Birdcage 75th è allo stesso tempo una evoluta concept car contenente le più moderne tecnologie ed un'affascinante dream car come le si immaginava negli anni '60»